# Sufleor
Sufleorul este persoana care suflă actorilor, în timpul repetițiilor și al reprezentațiilor, replicile pe care urmează să le spună. Provine din franțuzescul souffleur.